# Гарачико
Гарачико (на испански: Garachico) е град на остров Тенерифе на Канарските острови в Испания. Населението му е 4827 души (по данни от 1 януари 2017 г.).
Разположен е на северния бряг на Тенерифе, на 52 km западно от град Санта Крус де Тенерифе. До 1706 година, когато вулканично изригване намалява дълбочината на залива му, градът е важно пристанище, през което се изнасят вина от острова.